# 第十届全国人民代表大会代表名单
中华人民共和国第十届全国人民代表大会代表，共2985人，任期自2003年3月至2008年3月。

## 选举单位

### 北京市
- 59名

于均波、马文普、王小谟、王文京、王永炎、王忠诚、王维城、毛达如、毛桂芬（女）、方工（回族）、方新（女）、龙新民、田雄、朱继民、乔晓阳、刘长瑜（女）、刘正民、刘冰（女）、刘淇、闫傲霜（女）、江永华（女）、许智宏、纪宝成、杜国盛、李主其、李乾构、李铭陶、李福成、杨德安、邱苏伦（女）、何鲁丽（女）、沈宝昌、张凤朝、张钟宁、张恭庆、张燕丽（女）、陆善镇、陈文占、范远谋、林文漪（女）、林明美（女）、罗益锋、孟学农、赵凤桐、柳传志、段柄仁、秦正安、贾庆林、高丽朴（女）、唐大生（满族）、唐晓青（女）、葛晓音（女）、韩平（女）、程红（女）、傅铁山、强卫、蔡瑶铣（女）、漆小瑾（女）、翟若愚。

### 天津市
- 45名

王立平（满族）、王治平、方明、宁书辰、皮黔生、邢军（女）、邢克智、师春生、朱天慧（女）、庄公惠、刘志嘉、刘凯欣、刘胜玉、刘崇明（女）、孙英、孙晓群、李仁智（回族）、李亚力、李树文、李泉山、杨文成、杨晓堂、吴云贵、何月萍（女）、何志敏、何致瑜、沈东海、张立昌、张春生、张愈、张慧玲（女，朝鲜族）、单平、房凤友、赵克正、赵玫（女，满族）、侯自新、姚和清、郭林青、曹大正、崔士光、梁映光、滕勇、蔡世彦、穆祥友（回族）、戴相龙。

### 河北省
- 121名

于英太、么志义、马英林、王天义、王亚洲（蒙古族）、王自修、王秀珍（女）、王君清、王昆山、王金忠、王建军、王树柏、王保林、王恒勤、王菊（女）、王超、王福强、石广生、龙庄伟（苗族）、卢瑞刚、申桂茹（女）、白克明、白俊杰、丛斌、冯文海、邢荣利、邢登华、成思危、曲修霞（女）、刘大群、刘如军、刘作田、刘希光、刘明忠、刘金鱼（女）、孙大业、严金虎、李长庚、李光震、李寿龄、李兵（女）、李宝元、李振江、李晓恩、李萍（女）、李蕴祺、杨中、肖玉田、吴显国、吴振山、吴德馨（女）、何文杰、何兴身、何香涛、佟卫东（满族）、佟淑芸（女，满族）、邹晓珊（女）、汪利娟（女，满族）、沈小平、张力、张成起、张志祥、张知学、张和、张俊玲（女）、张洪义、张维业、陈小兵（女）、陈丙珍（女）、陈秀丽（女）、邵喜珍（女）、武四海（回族）、范现国、尚金锁、季允石、金宝龙（回族）、周山、周振德、郎国平、赵军、赵殿轩、胡光宝、柳宝诚、信春鹰（女）、俞定海、贺国英、袁大炳、袁世臻、袁行霈、袁妙枝（女）、袁淑梅（女）、耿建明、晋心翠（女）、贾体新（女）、徐骁力、高金浩、郭文香（女）、郭成志、郭华、郭庚茂、郭淑芹（女）、菅瑞亭、曹宝华、常玉珍（女）、康庆德、董培城、韩玉臣、韩生雨、韩青梅（女，回族）、韩荣华（女）、韩葆珍（女）、景春华、靳保芳、解仁义、窦树华、蔡东晨、臧胜业、廖波、谭秀玲（女）、冀纯堂、魏志民。

### 山西省
- 69名

卫小春、马小平（回族）、马巧珍（女）、马林凤（女）、王玉田（女）、王守祯、王国正、王昕（女）、王晓林、王雪萍（女）、王跃胜、王雅安、王新宪、王毓钟、卢功勋、申纪兰（女）、申联彬、田成平、朱立军（满族）、朱礼厚（女）、刘振亚、刘振华、许健民、孙兆学、孙辅智、纪馨芳、杜复新、李大东、李玉臻、李英明、李国华（女）、李荣怀、李援朝、杨牧之、杨庚宇、杨梅喜、肖扬、吴菊仙（女）、张兵生、张怀文、张诚、张建欣（女）、张奎、张俊林、张高勇、陈大豪、陈川平、陈鹏飞、罗金保、郑建邦、赵晓颖（女）、胡卫平、段志爱（女）、段丽卿（女）、袁玉珠、郭凤莲（女）、郭双威、郭良孝、郭贵春、郭海亮、郭新志（女）、焉华征、阎沁生、梁豫秦（女）、隋运生、彭建勋、韩长安、韩雅琴（女）、樊纪亨。

### 內蒙古自治區
- 58名

万继生、马军、王凤岐（蒙古族）、王林祥、云达来（蒙古族）、云建国（蒙古族）、云峰（蒙古族）、尤仁（蒙古族）、乌云其木格（女，蒙古族）、乌日图（蒙古族）、乌若思（蒙古族）、孔令宏、布小林（女，蒙古族）、冯笠、吕秋娥（女）、廷·巴特尔（蒙古族）、乔守玮（女）、刘云山、刘卓志、刘明祖、刘洪、孙扎根、苏布道（女，蒙古族）、杜古（鄂温克族）、李秉和、李荣禧、李素梅（女，满族）、吴金亮、邱荣庆、张振武、阿荔惠（女，鄂伦春族）、陈寿朋、林东鲁、奇英成（蒙古族）、呼尔查（蒙古族）、岳福洪、郄国严、郑明理、赵世亮（蒙古族）、赵忠、赵素琴（女）、赵桂珍（女）、赵慧（女）、郝续宽、胡毅峰（蒙古族）、柳秀、侯翠荣（女）、艳东（达斡尔族）、莫建成、徐睿霞（女）、常海（蒙古族）、符太增、梁铁城（蒙古族）、董恒宇、韩志然（蒙古族）、朝克（鄂温克族）、焦开河、储波。

### 遼寧省
- 112名

丁世发、于建华（女）、王二江、王大平、王天然、王守彬、王怀远、王宝军、王春鹏、王宪珍（女）、王艳彬（女）、王淑媛（女）、毛丰美（满族）、尹文、巴福荣（女，满族）、石英（女）、包信和、冯大中、吕文君、朱玉辰（满族）、朱相远、仲跻权、刘大响、刘长江、刘华（女）、刘玠、刘国强、刘忠田（满族）、刘洪凯、刘积斌、刘铭、许智慧（女）、孙远良、孙度、孙淑君（女）、李文科、李方勇、李永金、李军（蒙古族）、李进巅、李茂芝（女）、李波、李桂莲（女）、李福东、吴丽英（女，锡伯族）、邱东、何晶（女，蒙古族）、应松年、沈殿成、宋兴国、宋勇、迟小秋（女）、张丁华、张文成、张占宇、张立君、张永全、张伟、张杰辉、张明元、张桂平（女）、张富生、张锡林、张毓茂、张德祥、张毅、陈金峰（满族）、陈政高、陈海波、陈惠仁、金竹花（女，朝鲜族）、金连武（满族）、周福仁、赵本山、赵明鹏、赵首先、赵喜忠、赵鹏、赵新良（满族）、闻世震、姜作勇、姜铁军（满族）、姚志平、姚咏（女）、姚辉、贺荣光、袁福秀、耿承辉（满族）、夏德仁、顾秀莲（女）、高宝玉、高益荣、高鹏（女，满族）、高福玉、郭广荣、郭廷标（回族）、黄玉奎、戚秀玉（女）、崔文信、梁冰（女）、梁金发、梁增镖、董令贻（女，满族）、韩召善、程亚军、程耿东、路文芳（女，蒙古族）、路成玉（女）、路甬祥、赫冀成（满族）、滕卫平、薄熙来。

### 吉林省
- 67名

于力、王天戈、王云坤、王化文、王永春、王守臣、王利祥、王秀林、王春露（女）、王家骐、王焕永、王维忠、王儒林、卢志民、史宁中、丛连彪（回族）、刚占标、刘飏（女）、刘宪鲁、刘淑莹（女）、米凤君（回族）、孙鹤娟（女）、李一奎、李书东、李秀林、李述、李树国、李钟熙（朝鲜族）、杨枫（满族）、连建设、肖玉淮（回族）、吴佩军、吴博达、别胜学、何勇、辛庆山、张龙俊（朝鲜族）、张勇、阿汝汗（蒙古族）、陈国风（回族）、武连元（回族）、林兆木、竺延风、岳清友、金华（女，朝鲜族）、金柄珉（朝鲜族）、金振吉（朝鲜族）、孟祥杰、赵国光、赵炳辉、郝富霞（女）、南顺姬（女，朝鲜族）、柏广新、洪虎、祝业精、祝铭山、索维东、栗振国、高广滨、郭兆泰、桑逢文、黄百渠、曹志强（满族）、龚玲（女）、焦海坤、蔡彰、戴洪生。

### 黑龍江省
- 102名

于莎燕（女）、马成果、马志国、马晓林、马淑洁（女）、王东华、王伟光、王坚、王佐书、王良臣、王忠林、王宗璋、王春梅（女）、王树国、王树清、王振山、王桂兰（女）、王殿贵、王德胜、尤全喜、尤建宏（女，赫哲族）、邓华、石忠信（回族）、付会廷、付明玉（女，锡伯族）、冯永明、吕维峰、乔洪涛、伍增荣（女）、任万东、刘世英（回族）、刘东辉、刘存周、刘安丽（女）、刘丽秋（女，满族）、关庆波（满族）、关丽霞（女，鄂伦春族）、关思伟（满族）、许远明、孙升昌（满族）、孙玉庆、孙桂华（女）、孙维本、孙普选、孙魁文、苏艳霞（女）、杜善义、李从军、李延芝（女）、李继纯、杨光、杨信、肖建春、吴庆沿、吴炜（满族）、何洪达、何淑兰（女）、沃岭生（达斡尔族）、沈根荣、宋法棠、宋清晖、迟夙生（女）、张少杰、张文学、张文树、张进运、张连生、张宏宇、张郑婴、张秋阳、张彦启、周有财、郑功成、郑春林（女，朝鲜族）、单荣范、孟广遂、赵金纯（满族）、赵学礼、胡友贵、姜鸿斌、娜仁花（女，蒙古族）、秦池江、耿雷、徐发、徐有芳、徐秀玉（女）、徐衍东、殷秀梅（女）、高红岩（女）、高翔、唐修亭、唱江华、崔龙吉（朝鲜族）、崔学文、盖如垠、韩启德、喻宝才、曾玉康、谢伯阳、谭志娟（女）、德爱勤（女，达斡尔族）、滕喜魁。

### 上海市
- 64名

于建敏（女）、王午鼎、王观锠、王佳芬（女）、王恩多（女）、尹继佐、艾宝俊、厉无畏、卢津平、叶倩（女）、史一兵、白同朔（满族）、吉佩定、朱士明、邬露露（女）、江泽民、江建中、孙运时、严义埙、李大潜、李明豫（女）、李金生、李定国、李葵南（女）、李富荣、杨奇庆（回族）、应名洪、张林俭、张重华、张喆人、陈旭、陈良宇、陈虹、陈铁迪（女）、陈赛娟（女）、范秉勋、金炳华、周文玉（女）、周红玲（女）、郑成思、郑惠强、赵效定、胡平西、俞国生、祝均一、姚莉（女）、袁以星、奚美娟（女）、高小玫（女）、郭广昌、黄菊、黄富荣、龚学平、彭镇秋、董浩林、韩正、惠永正、程静萍（女）、褚以琳（女）、褚君浩、蔡达峰、蔡鸿生、樊水玉（女）、瞿钧。

### 江蘇省
- 156名

丁大卫、王龙芳（女）、王生、王永和（女）、王永顺、王芳（女）、王武（女）、王武龙、王荣、王浩良、王斌泰、王德莉（女）、毛洪梅（女）、仇中文、公丕祥、方宜新、尹国新、尹金来、艾金梅（女）、左成懃（女）、左群声、卢克松、史和平、史振华、冯义、过湘琴（女）、回良玉（回族）、朱国平、朱晓敏、朱家壁、朱善萍（女）、任彦申、刘立仁、刘永忠、刘兆勤、刘丽涛（女）、刘秀梵、刘珩、刘鹤章、江波（女）、许良飞、孙汉明、孙庆、孙安华、纪凤高、严少华、严以新、严俊、李连宁、李继平、李源潮、李蕾（女）、杨卫泽、杨圣明、杨国桢、杨涛、杨展里、杨震、束鹏邺（女）、肖同友、时匡、吴瑞林、何达平、何椿霖、余世袁、邹建平、汪春耘（女）、沈辛荪、沈启鹏、沈健、宋玉麟、张红（女）、张连珍（女）、张国良、张岩磊、张素萍（女）、张湘宁、张新实、陆琴（女）、陈长风、陈立昶、陈先岩、陈秀兰（女）、陈宗器、陈焕友、陈惠娟（女）、陈静怡（女）、陈鑫、邵震中、武继军、范锡行、范燕青、郁美兰（女）、易昕、罗志军、季建业、周来水、周建平、周厚松、周银妹（女）、周耀庭、郑大慈、郑亚、孟宪忠、赵长胜（满族）、赵鹏、胡四一、侯建伟（女）、姜云宝、姜哲、姜恩柱、姜德明、洪天慧（女）、祝义才、秦士嘉、秦志尚、夏鸣、夏德全、顾凤祥、顾冠群、顾晓松、顾惠琪、柴新建、钱云珠（女）、钱月宝（女）、钱红菱（女）、钱易（女）、钱海鑫、徐长江、徐正宁、徐安碧、徐红艳（女）、徐荣春、徐晓阳、徐镜人、高清、高德康、郭小丁、曹卫星、曹福龙、崔桂亮、章俊元、梁保华、蒋树声、蒋婉求（女）、童傅、楼文英（女）、管晓虹（女）、熊翠花（女，回族）、缪协兴、缪昌文、潘一乐、潘永和、穆西南、戴兴旺、鞠章网。

### 浙江省
- 89名

习近平、王平安（回族）、王永昌、王永康、王刚、王旭烽（女）、王松林、王翠香（女）、厉志海、叶如棠、冯长根、冯明（女）、成央珍（女）、吕士林、吕帆（女）、吕祖善、吕聪敏、朱志根、朱丽兰（女）、朱荫湄（女）、任继长、庄启传、刘奇、许江、许爱娥（女）、孙永森、苏增福、李邦良、李如成、李国光、李泽民、李强、李露儿（女）、杨国勋、吴仪（女）、吴作东、余红艺（女）、汪晓村、汪惠芳（女）、沈莲清（女）、沈爱琴（女）、张启楣、张家盟、陆征一、陈建生、陈勇（女）、陈海啸、陈难先、陈德荣、陈耀东、范谊、茅威涛（女）、茅临生、林圣雄、林华中、金颖颖（女）、金德水、周晓光（女）、宗庆后、项剑萍（女）、赵林中、胡济荣、南存辉、侯靖方、施继兴、姚克、姚海根、夏士林、倪岳峰、徐志纯、翁礼华、黄友源、黄坤明、盛昌黎（女）、梁毅、葛政、蒋福弟（回族）、傅一鸣（女）、傅企平、鲁冠球、谢力群、蓝钱根（畲族）、楼阳生、楼忠福、褚健、蔡日省、潘云鹤、潘守理、瞿素芬（女）。

### 安徽省
- 115名

丁士匡、丁海中、万利云（女）、王太华、王秀芳（女）、王启敏、王明丽（女）、王金山、王昭耀、王效金、王梅祥、韦广图、牛传勇、方宁、方春明、左延安、司敏（女）、朱玉明、朱先发、朱庆龙、朱海燕（女）、朱维芳（女）、朱慧秋（女）、朱震刚、华岩、刘卫星、刘庆峰、刘庆强、刘战平、刘振伟、江来利、汤洪高、许戈良、孙兆奇（回族）、花建慧（女）、花蓓（女）、严中亚、杜宜瑾、李忠金、李建民、李荣杰、李修松、杨亚达（女）、杨振超、杨振斌、杨续喜、杨新人、肖正海、吴大香、吴邦国、吴存荣、吴华夏、吴明楼、吴洪初、吴结才、何平、余的娜（女）、汪利民、汪春兰（女）、沈卫国、宋卫平、宋礼华、张玉梅（女）、张平、张培阳（回族）、陈世礼、陈佐洱、陈佳贵、陈章水、陈献宝、邵国荷、罗家融、金会庆、金海苹（女）、周正庆、周成奎、庞丽娟（女）、郑永飞、郑忠勋、赵景玉（女）、胡平平（女）、胡学凡、姜一勇、姜彦秋（女）、姜颖（女）、洪天求、洪理芳、宣林（女）、耿光宽、夏望平、夏鹤、柴修连、钱永言、倪发科、徐景龙、高允连、郭万清、席蔚菁（女）、陶仪声（女）、黄岳忠、黄海嵩、黄裳裳（女）、曹金海、康舒怀、梁卫国、蒋作君、韩再芬（女）、韩先聪、锁炳勋（回族）、程水根、程永生、程聚生、童海保、潘一新、魏超。

### 福建省
- 63名

王建双、王晶（女）、邓力平、卢展工、帅金高、叶继革、冯玉兰（女）、朱淑芳（女）、华福周（女）、刘赐贵、许金和、苏文金、巫秀美（女）、李必成、李春兴、李跃民、何团经、宋德福、张书华（女）、张华安、张秀娟（女）、张昌平、张家坤、陆志华、陈光毅、陈晓萍（女）、陈章良、陈福胜、陈慧珠（女）、陈鹭芸（女）、林兆枢、林哲龙、林强、林群、欧阳元和、罗干、罗蜀榕、周金伙、郑道溪、郑霜高、练知轩、钟梅允（女，畲族）、施作霖、施性谋、徐承云、徐谦、高翔（女）、黄小晶、黄双月（女）、黄泰康、黄瑞霖、康飚、章联生、曾金凤（女）、曾静萍（女）、谢联辉、楷清海（高山族）、赖桂勇、赖爱光、詹毅、薛国强、戴仲川、魏可镁。

### 江西省
- 80名

丁鑫发、于果、万学文、马志武（回族）、王昭悠、邝小平、朱友林、朱育理、任捷（女）、刘三秋（女）、刘艳琼（女）、刘浩元、江香梅（女）、汤建人、许苏卉（女）、许爱民、孙工声、孙用和、孙晓山、孙菊生、严金亮、杜文如、李中、李玉英（女）、李亚平（女）、李庆云、李豆罗、李国华、李国强、杨金槐、吴木根、吴新雄、邱娥国、余小平、宋晨光、张志坚、张金涛、陈达恒、陈年代、陈丽明（女）、陈俐（女）、邵业鹏、易敬林、罗筱玉（女）、金细安、周丽珍（女）、孟建柱、胡长林、胡丹（女）、胡幼桃、胡宪、柳斌、钟际跃、钟家明、洪礼和、秦锡麟、莫家文、徐日辉、徐绍芳、高运甲、郭敏杰、黄代放、黄智权、崔阳生、阎鑫元、揭国雄、彭宏松、彭启友、蒋凤池、程水凤（女）、傅伯言、傅琼华（女）、焦然、曾庆红、蒲日新、赖联明、虞中一、熊盛文、潘逸阳、薛江武（女）。

### 山東省
- 180名

丁玉华、丁忠平（回族）、于友民、于宁、于金明、于建友、于建成、于修平、于保法、马先富、马纯济、王元成、王宁、王刚、王廷江、王全杰、王守东、王志中、王志民、王丽（女，回族）、王秀君、王启成、王金友、王革、王修智、王涛（女）、王新红、车纯滨、牛惠兰（女）、尹忠显、尹焰（女）、尹慧敏（女）、巴洪斌、邓宝金（女）、左慎湘、白世春、冯怡生、达建文、毕四海、吕在模、朱长富、庄文忠、刘义发、刘凤（女，蒙古族）、刘凤仙（女）、刘玉祥、刘加坤、刘坤洲、刘国信、刘岩（女）、刘学景、刘宗元、刘政、刘荣喜（回族）、刘维志、刘富春、刘锡潜、刘新国（蒙古族）、刘慧晏、关玛莉（女，满族）、江林昌、江保安、汤建梅（女，回族）、安世银、许瑞菊（女）、孙丕恕、孙永春、孙伟（女）、孙利强、孙启玉、纪玉君、麦康森、苏寿堂、杜昌文、李长顺、李书绅、李名岷、李国安、李国贤（女）、李建华、李建军、李春亭、李洪信、李莉（女）、李梅（女）、李梅芳（女）、李雪芹（女）、李登海、杨正武、杨伟程、杨传升、杨兴富、杨宝友、杨绵绵（女）、连承敏、吴泽浩、吴官正、邱亚夫、谷建芬（女）、沈志强、宋文新（女）、宋远方、宋作文、宋益乔、张九勋、张士平、张才奎、张凤仙（女）、张志法、张志焜（女）、张学信、张秋波、张振兴、张桂玉、张高丽、张敏、张惠来、张瑞生、张新起、陈玉兰（女）、陈华森、邵峰晶（女）、武玉强、林伟宁（女）、尚瑞芬（女）、国家森、金兰英（女，回族）、金志国、周凤先、周齐、周厚健、周鸿兴、周瑶琪、郎庆田、赵玉兰（女）、赵志全、赵志浩、赵海玲（女）、赵淑萍（女）、郝建枝（女）、胡敦欣、相建海、段义和、俞书伟、姜健（女）、宫学斌、贺端、秦蕴珊、袁敬华（女）、莫立崎、贾学英、夏作理、夏春亭、夏耕、倪永康、徐丙垠、徐显明、郭跃进（女）、黄鸣、黄涛、曹务顺、曹耀峰、常金月（回族）、常德传、康凤英（女）、董凤华（女）、董翠娜（女）、蒋民华、蒋明麟、韩寓群、傅延华、温孚江、楚德留、鲍志强、蔡秋芳（女）、管华诗、谭旭光、翟熙贵、樊春霞（女）、霍俊萍（女）。

### 河南省
- 165名

万宝瑞、万隆、马炳泰、王子镐、王训智、王发水、王有杰、王纪年、王孝江、王坤波、王尚宇、王明义、王梦恕、王新爱（女，回族）、韦汝勤、支树平、毛万春、毛超峰、邓永俭、邓志芳（女）、左新亚、申长雨、史来贺、包建民、吕金虎（回族）、朱天宝、朱治国（回族）、竹学军、乔金岭、任克礼、任茂东、刘长春、刘世铭（女）、刘志华（女）、刘怀廉、刘其文、刘学勤、刘宝琦（回族）、刘恩学、刘海程、刘雪兰（女）、刘敏珊（女）、刘满仓、汤玉祥、孙秀兰（女）、孙贵、孙耀志、李万枝、李义超、李长杰、李长铎、李文山、李文成、李成玉（回族）、李志经、李志斌、李克强、李连成、李怀清、李宏规、李国安（回族）、李國英、李柏拴、李贵基、李起胜、李根、李留法、李留恩、李海燕（女）、李道民、李慎明、杨子强、杨云（女）、杨春雨、杨盛道、杨景宇、连子恒、肖红（满族）、吴天君、何东成、宋丰年、宋璇涛、张大卫、张广兴、张以祥、张汉英（女）、张百良、张荣锁、张振河、张晓阳、张海、张海钦、张敏（女）、张清海、陈义初、陈国桢、陈泽民、陈新琴（女）、苗润圃、范军、范运杰（女）、范保国、林英海、虎美玲（女，回族）、和瑞芝（女）、金先春（女，回族）、金星（女）、周文昌、周春艳（女）、周晓春（女）、周皓韵（女）、郑有全、郑茂杰（回族）、郑荃、孟振平、赵吉斌、赵江涛、赵启三、赵国成、赵明恩、郝萍（女）、胡大白（女）、南振中、查敏（女）、姜明、费国华、姚大福、姚天恩、姚中良、姚菊泉（女）、姚聚川、贾春旺、贾保顺、贾瑞琴（女，回族）、夏林、顾志平、党鸿辛、徐济超、徐德全、凌解放、高国团（女）、郭中奎、唐祖宣、桑国卫、梅秀波（女）、曹朝阳、曹策问、崔明杰、崔晓峰、符文缯（女）、阎国祥、蒋忠仆、舒惠国、释永信、靳克文、靳绥东、楚俊国、裴传楷、裴国宾（女，蒙古族）、熊维政、樊会涛、薛景霞（女）、霍金花（女）、戴松灵、魏学柱。

### 湖北省
- 123名

马荣华、马清明、王月娥（女）、王利明、王亨君（女）、王泽洪、王绍玲（女）、王振有、王新刚、仇小乐、叶青、叶昌保、叶金堂、田玉科（女，土家族）、付明珠、冯志高、司久义、吕忠梅（女）、朱弟雄、朱纯宣（土家族）、朱家新、向丽（女，土家族）、邬昆华、刘卫东、刘丹丽（女）、刘本仁、刘国本、刘跃珍、刘善桥、刘道明、刘锡汉、刘鹏、刘德春（土家族）、池莉（女）、许克振、孙开林、孙友元、孙金龙、苏燕（女）、李大红、李兵、李宗柏、李茵（女）、李宪生、杨云彦、杨永良、杨先龙、肖旭明、吴少勋、吴党生、吴家友、邱思胜、何晔晖（女）、余长富、应代明、辛喜玉（女）、汪定国、汪爱群、张学知、张荣国、张海鹏、张富荣、陈天会、陈明洁、陈勇、陈晓燕（女，土家族）、陈鼎常、陈智周（女）、苗圩、林宗寿、罗清泉、罗辉、岳勇、周力争（女）、周先旺（土家族）、周宝生、周建元（女）、周洪宇、周家贵、郑心穗、孟金陵、赵发所、赵地（女）、赵咏秋（女）、赵春生、赵零（女）、俞正声、俞学锋、洪可柱、祝金水、姚绍斌（苗族）、贺铿、秦顺全、贾志杰、夏菊花（女）、顾海良、高崚（女）、郭生练、郭粤梅（女）、陶驷驹、姬建强（回族）、黄永生、曹文宣、龚霞玲（女）、康永胜、章治安、彭志坚、彭振坤（土家族）、彭富春、蒋祝平、游安才、谢圣明、靳军、雷圣祥、路钢、鲍隆清、蔡其华（女）、蔡鹍、谭功炎、谭徽在（土家族）、樊明武、戴丽莉（女）、戴茂荣（女）。

### 湖南省
- 118名

王日新、王阳娟（女）、王孝忠、王宋大、王茂林、王祥、王填、王镇鑫、文会国、邓中华、邓集甜、甘霖（女）、叶军、田大伦（女，苗族）、田儒斌（土家族）、匡妹仔（女）、朱友文、朱雪琴（女）、朱皖（女）、任玉奇、向才银（女）、刘云柱、刘平建、刘冬荣（女）、刘春平、刘振国、刘晓、刘晓英（女）、刘爱平、许荣怀、苏爱平（女）、李小鹏、李开喜、李友志、李友妹（女，苗族）、李必湖（土家族）、李华、李安、李建国、李建新、李映武、李俊湘（瑶族）、李铁映、李常水、李焕然、李瑞师、李静安、杨正午（土家族）、杨兰芝（女，侗族）、杨绍军、杨晓嘉（女）、杨翔、肖自江、肖雅瑜、吴向东、吴昌续、吴金水、吴振汉、吴基传、何素斌（女）、余克建、张云川、张永中（苗族）、张苹英（女，土家族）、张德明、陈志强（苗族）、陈君文、陈叔红、陈艳静（女，土家族）、陈满生、武吉海（苗族）、林武、罗海藩、罗碧升、周玉清、周本顺、周兆达、周伯华、赵龙、赵湘平、胡友春、胡资生、钟发平、贺仁雨、贺正龙、夏赞忠、徐宪平、凌宇（苗族）、唐九红（女）、唐晓云（女）、唐蕾、陶一山、黄天锡、黄至安（女）、黄培劲、黄琼瑶（女）、梁又姿（女）、梁稳根、彭学明（土家族）、蒋作斌、程立新（女）、傅志寰、释大岳、鲁平益、鲁立彬（女）、曾小山、曾献兵、谢佑卿、谢清涛（女）、谢朝月（女）、路明、詹纯新、蔡力峰、廖荣华、谭仲池、缪曼聪（女）、滕召义（苗族）、戴菊芳（女）。

### 廣東省
- 160名

于幼军、马蔚华、王以铭（回族）、王东明、王宁生、王竹梅（女）、王如松、王羽梅（女）、王顺生、王珣章、王骏、毛宇峨（女，满族）、方潮贵、孔令人、邓国雄（瑶族）、邓明义（女）、卢钟鹤、卢瑞华、叶小秋（女）、申丹（女）、冯煜荣、戎铁文、吕雷、朱凤云、庄承添、刘志庚、刘来平、刘昆、刘维明、关则文、关润尧、江泓、江海燕（女）、汤炳权、汤维英、孙松璞、麦杰俊、麦燕玉（女）、苏志刚、苏志和、苏耀荣、李力（女）、李长春、李东生、李东辉、李兰芳（女，满族）、李永忠、李刚、李连和、李林楷、李国杰、李国强、李明（女）、李秉记、李春洪、李晓方（女）、李清、杨月梅（女，壮族）、杨柏龄、杨钦欢、吴自祥、吴俊光、吴道闻、何正拔、何德先、佀志广、沙振权、宋亚养、宋海（满族）、张广宁、张志萍（女）、张余庆、张英杰、张凯、张帼英（女）、张德江、陆百甫、陈广富、陈丹、陈伟忠、陈观光、陈妙珍（女）、陈学希、陈绍基、陈勇、陈根楷、陈雪英（女）、陈敏（女）、陈紫芸（女）、陈舒（女）、陈善如、陈锦庭、武捷思、林文、林庆源、林树森、林健、林雄、林曙光、罗东元、罗红英（女）、罗伯川、罗泽勤（女）、罗富和、罗新昌、郑利平、郑定平、郑德涛、赵菊花（女）、柳锦州、钟启权、倪乐、倪惠英（女）、徐少华、徐生辉、徐建华、徐惠明（女）、徐源远（女，满族）、郭泽深、唐豪、黄三和、黄华华、黄金松、黄细花（女）、黄炳章、黄洁贞（女）、黄联明、黄锋庆（壮族）、黄煜祯、黄德明、常厚春、章杰春、梁广大、梁伟发、梁绍棠、揭晔、董明珠（女）、蒋承菘、蒋海鹰（女）、程青（女）、傅汉洵、释明生、曾庆洪、曾明、曾强、温官和、温俊义、温鹏程、游景玉（女）、谢健育、雷于蓝（女）、廖明彬、谭国荣、谭家驹、熊小东、黎桂康、颜志卿、薛禹胜、霍福华、魏初城。

### 廣西壯族自治區
- 87名

丁学辉、乃东红（壮族）、王万宾、王永域（壮族）、王梦奎、王跃飞、韦杏立（壮族）、韦英（女，壮族）、韦明山（苗族）、韦柳春（女，壮族）、韦家能（壮族）、韦清文、韦瑞（瑶族）、尹建国、邓文（壮族）、甘幼玶（壮族）、甘英姿（女，壮族）、史英文、白晓军（回族）、白鹤祥、兰基椿（苗族）、刘庆宁（壮族）、刘君、刘铭达、刘维玲（女，京族）、阮文忠、孙屹（女，壮族）、李立明（壮族）、李汉金、李达球、李自明、李兆焯（壮族）、李明凤（壮族）、李金早、李艳宁（女，壮族）、李敏（女，壮族）、李康（女，壮族）、杨才寿、吴伟、何培嵩（壮族）、沈春耀、宋柳华（女，壮族）、张少康、张秀隆、张征（女，壮族）、张政泼（壮族）、陆云（女，壮族）、陆兵（壮族）、陆鸣林（壮族）、陆炳华（壮族）、陈至立（女）、陈向群、陈利丹、奉恒高（瑶族）、林东池（女，壮族）、林国强、林源、林德、林繁（壮族）、罗英琳（女，壮族）、周亚仙（女）、周建军、周桂英（女，壮族）、钟想廷（壮族）、莫文珍（壮族）、莫建芳（女）、莫献生、徐钦恒（仫佬族）、郭永运、唐健（瑶族）、黄方方（壮族）、黄秋艳（女，壮族）、黄焕升（壮族）、曹伯纯、梁日春（侗族）、梁春禄、梁樑（壮族）、董天福（壮族）、覃日飞（壮族）、覃克江（毛南族）、覃曾志（壮族）、温吉粦、赖每、廖能成（壮族）、潘永钟（壮族）、潘晔（女，瑶族）、磨元荫（女，壮族）。

### 海南省
- 19名

丁石孙、王光兴、王岐山、王学萍（黎族）、王厚宏、刘海荣（女）、刘琦、许兴雄（黎族）、阮崇武、李永喜（女，黎族）、汪啸风、张肖（女）、陈高卫（苗族）、林玉权、周松、贺恒德、高之国、黄春梅（女，黎族）、符秀容（女，黎族）。

### 重慶市
- 62名

于学信、马千真（女）、马正其、王云龙、王鸿举、尹家绪、孔维梁、白礼西、吕建成、刘中慧（女，土家族）、刘文、刘宁（女）、刘成义、刘纪原、刘明华、许志琴（女）、许嘉璐、李祖伟、李晓枫、杨天怡、杨晓碧（女，苗族）、吴刚、吴江林、何升平、何德沛、余捷、余敏（女）、张力、张礼慧（女）、张明梁、张宗清、张绍志、陈吉元、陈夷茁（女）、陈光国、陈忠林、陈贵云、欧可平、罗中立、金烈、周旭、钟世荣、姜异康、贺国强、袁昌玉（女）、夏之宁、郭向东、郭树言、唐洪军、涂安祥（苗族）、黄仕焱、黄奇帆、黄席樾（回族）、黄镇东、董德明、蒋绍华、韩德云、程贻举、鲁善坤、谢莉（女）、谭栖伟（土家族）、潘复生。

### 四川省
- 147名

伟、土登尼玛（藏族）、马丽（女，羌族）、马宗慧（女，回族）、王天玺（彝族）、王平、王宁、王华、王劲、王英凡、王国春、王诗文（女，藏族）、王荣轩、王洪章、王新琼（女）、木基以布（彝族）、毛兰珍（女，彝族）、方小方、邓新民、甘道明、石碧、卢仁江、甲登·洛绒向巴（藏族）、田继万、田维钊（土家族）、尧斯丹（藏族）、曲木史哈（彝族）、朱开友、朱长林、任正隆、任德俭、刘山在、刘进、刘应明、刘沧龙、刘晓峰、刘捷、刘镇、齐文超、江善明、孙传敏、孙纯、孙砚方、孙洪波（女）、牟绪珩（土家族）、纪尽善、杜光辉、杜江、李为国（羌族）、李乐民、李向志、李阳惠（女）、李春城、李家顺、李继开、杨礼康、杨成学（彝族）、杨志文、杨泉明、杨洁（女，彝族）、杨敏（女）、杨路、肖天任、肖和联（女）、吴因易、吴全一、吴爱玲（女）、吴新春（女）、何成礼、何明芬（女）、何琼英（女）、余大全、余斌、余新民、邹广严、冷溶、汪正芳（女）、汪俊林、沈国俊、宋玉华（女）、张中伟、张东升（藏族）、张宁（彝族）、张汝全、张学忠、张剑飞、张崇明、张照荣、陈文光、陈文清、陈志坤（女）、陈放、陈晓慈、陈智林、林红（女，藏族）、易敏利、罗林书、罗泽中、罗春梅（女，彝族）、周永康、周屏（女）、周晓燕（女）、郑顺民、泽巴足（藏族）、胡华超、胡德平、柯尊平、钮小明（女）、段维义、侯则柔（女）、姜悦楷、祝彼得、秦宜智、聂荣贵、夏鸿辉、夏朝嘉、倪文渊、徐世群、翁蔚祥、高军（女，藏族）、高显明、郭永祥、席义方、唐月明（女）、唐燕子（女）、黄小祥、黄明全、黄学玖、黄彦蓉（女）、黄寅逵、崔富华（女）、蒋巨峰、程佳华、傅志康、傅勇林、童若春（女）、谢世杰、谢冰（女）、谢明道、鄢良钟、蓝新国、嘎拉茶（女，藏族）、熊光林、熊仿秋（女）、潘敏智、戴鸿（女）、魏复盛。

### 貴州省
- 66名

万龙君（女）、王小龙、王东江、王安新、王丽蓉（女，布依族）、王国昌、王恋（女，苗族）、王淑森、石文琼（女，侗族）、石邦定（苗族）、石秀诗、龙正清（彝族）、龙志毅（彝族）、龙耀宏（侗族）、卢守祥、白萍（女，布依族）、向德洪、刘晓凯（苗族）、孙国强、孙诚谊、李大学、李万禄、李健（土家族）、李隆昌、杨长槐（侗族）、杨玉学、杨成实（女，侗族）、杨昌云（女，水族）、杨海琰（女，苗族）、杨喜秀（女，布依族）、杨谨华、吴寿根（苗族）、冷应芬（女，苗族）、宋新民、张世德、张林春、张建华、张健、张群山、陈士能、陈大卫、陈世平（女，仡佬族）、武鸿麟、赵家兴、胡贤生（苗族）、侯义斌、姜延虎、班程农（布依族）、袁仁国、袁承东（布依族）、顾久、顾庆金、钱运录、徐端夫、高德铭、唐家璇、黄康生（布依族）、龚贤永、龚振黔（土家族）、梁文珍（女，布依族）、彭伯元、程法光、蒙启良（苗族）、窦德银、慕德贵、廖少华。

### 雲南省
- 91名

刀美兰（女，傣族）、马子肖（回族）、马自英（女，苗族）、王兆国、王丽（女，哈尼族）、王学仁、王承才（壮族）、王春正、王勇德（怒族）、王瑛（女，白族）、牛绍尧、邓先培、玉甩叫（女，布朗族）、龙江、卢邦正（彝族）、卢艳芬（女，哈尼族）、付军、白成亮（哈尼族）、白保兴（彝族）、白恩培、卯稳国、刘绍忠、齐扎拉（藏族）、江普生、孙学明、李庄、李兴旺（拉祜族）、李红卫（彝族）、李红云（女，傣族）、李玛琳（女）、李应科（彝族）、李宏（彝族）、李卓娟（女，彝族）、李金旺（瑶族）、李春林、李保上（回族）、李海柏（彝族）、李培、李瑾（女）、杨光成（白族）、杨崇勇（满族）、吴丽华（女）、吴艳（女）、何天淳、沙万祥（彝族）、沈安波、宋嘉林（苗族）、张水长、张美兰（女，哈尼族）、张培光、陈庆耀、陈继延（女）、陈智、者培仙（女，彝族）、林文兰、欧志明（傈僳族）、岩庄（傣族）、图道多吉（藏族）、和自兴（纳西族）、和段琪（纳西族）、和继春（女，普米族）、周浙昆、夜礼斌（彝族）、郑建东、赵仕杰、赵立雄（白族）、赵晶伟、胡康生、段兴祥、洪斌（佤族）、秦光荣、袁驷、格桑顿珠（藏族）、徐荣凯、高洪（白族）、高祖兴（壮族）、高峰、高德荣（独龙族）、唐世华（傈僳族）、曹明强（阿昌族）、曹建方、曹孟良（基诺族）、龚敬政（傣族）、麻端（景颇族）、章振国、锁飞（回族）、曾立岩、赖永良（德昂族）、管国芳（女，傣族）、熊清华、潘华燕（女，彝族）。

### 西藏自治區
- 20名

牛志忠、毛如柏、玉拉（女，藏族）、白丹措姆（女，门巴族）、永仲嘎瓦（藏族）、列确（藏族）、多吉（藏族）、多托（藏族）、张佑才、罗布顿珠（藏族）、胡锦涛、洛松次仁（藏族）、洛桑（藏族）、热地（藏族）、晓红（女，珞巴族）、郭金龙、益西央宗（女，藏族）、维色（藏族）、董明俊、德吉（女，藏族）。

### 陝西省
- 68名

于文（女）、马平一（回族）、马百党、马克宁（女）、马金泉、王东峰、王永平、王西京、王茜（女）、王登记、牛玉琴（女）、户思社、孔祥梅（女）、田杰、冯月菊（女）、冯煦初、乔占山、刘三阳、刘华国、刘建申、安芷生、孙清云、李华、李朋德、李建国、李晓东、杨忠、杨景才、吴秦、吴登昌、张文宣、张生朝、张立勇、张光强、张廷皓、张社年、张耕、张继禹、张燕（女）、陆栋、陈江灵（女）、陈宜亨、陈宜瑜、陈德铭、范肖梅（女）、周卫健（女）、周惠芝（女）、周廉、郑粉莉（女）、赵杰臣、赵彦方、赵郭海、荣海、胡太平、胡文瑞、胡怀邦、桂中岳、贾治邦、郭家学、黄玮（女）、黄河、黄春长、黄藤、崔林涛、蒋正华、曾培炎、戴证良、魏民洲。

### 甘肅省
- 48名

马彩云（女，保安族）、马鸿烈、王文泽、王利民、王锡武（女）、石晶、卢克俭（藏族）、冯诗伟、任继东、刘卫红（女）、刘立军、安永红（裕固族）、孙洁（女）、苏广林（回族）、李发伸、李希、李国勋、李定凡、李重庵、李梅（女）、杨怀孝（回族）、杨育荣、杨晓艳（女，回族）、宋照肃、张开勋、张志银、张津梁、陆浩、陈学亨、陈建华、邵克文、周国勋、赵鹏、哈琼（女，回族）、姚文仓、徐守盛、高文华、郭玉芬（女）、盛维德、阎三忠、董钢、韩忠信、程正明、程有清、温家宝、雷菊芳（女）、嘉木样·洛桑久美·图丹却吉尼玛（藏族）、穆涛（女，东乡族）。

### 青海省
- 21名

才福旦（藏族）、马丰胜（撒拉族）、马吉孝（回族）、王小青、王如珍（女）、公保（藏族）、公保尚（藏族）、甘国江、华建敏、多吉才让（藏族）、苏荣、李玉兰（女，土族）、张守成（蒙古族）、赵化勇、赵乐际、拜秀花（女，回族）、姚湘成、娘毛先（女，藏族）、黄立功、蒋洁敏、程苏（女）。

### 寧夏回族自治區
- 19名

丁晓莲（女，回族）、马启智（回族）、马昌裔（回族）、马金虎（回族）、王有德（回族）、王炜（回族）、冯之浚（回族）、刘学军、齐同生、杨国林（回族）、吴海鹰（女，回族）、何少苓（女）、何学清、张补旺、陈建国、袁汉民、陶源、盛华仁、韩新民。

### 新疆維吾爾自治區
- 60名

马明成（回族）、王乐泉、王金祥、王新怀、扎汗·俄马尔（哈萨克族）、木托拉·木沙（维吾尔族）、牛汝极、毛肯·赛衣提哈木扎（哈萨克族）、巴岱（蒙古族）、艾尼瓦尔·伊明（维吾尔族）、古丽扎提·哈生木汗（女，哈萨克族）、史大刚、司马义·艾买提（维吾尔族）、司马义·哈提甫（维吾尔族）、司马义·铁力瓦尔地（维吾尔族）、吐尔逊·牙生（维吾尔族）、肉孜·古力巴依（塔吉克族）、多里昆·依布拉因（维吾尔族）、刘守仁、关桂珍（女，锡伯族）、买买提明·阿不都热依木（维吾尔族）、麦麦提明·马木提（维吾尔族）、玛丽亚·马提（女，柯尔克孜族）、玛依努尔·尼亚孜（女，维吾尔族）、李志忠、杨志国、杨慧珠（女）、吾买尔江·米孜艾合买提（维吾尔族）、吾买尔·阿不拉（维吾尔族）、汪建军、张庆黎、阿不来提·阿不都热西提（维吾尔族）、阿不拉·卡斯木（维吾尔族）、阿不都西库尔·米吉提（维吾尔族）、阿不都拉·阿巴斯（塔塔尔族）、阿不都热依木·阿米提（维吾尔族）、阿布力孜·买买提那斯尔（维吾尔族）、阿丽娅·阿扎买提（女，乌孜别克族）、阿里根·艾海提（维吾尔族）、阿迪力·吾守尔（维吾尔族）、阿依先木·沙木沙克（女，维吾尔族）、拉依萨·阿列克桑德洛娜（女，俄罗斯族）、迪丽娜尔·阿布都拉（女，维吾尔族）、周寰、赵峡、赵留安、柯丽（女，回族）、柯赛江·赛力禾加（哈萨克族）、祖丽菲娅·阿不都卡德尔（女，维吾尔族）、栗智、顾明（女）、铁力瓦尔迪·阿不都热西提（哈萨克族）、高发水、高同庆、唐健、梅兴润、雪克来提·扎克尔（维吾尔族）、董连慧、蒋黔贵（女）、景海燕（女）。

### 香港特別行政區
- 37名

马力、马逢国、王如登、王英伟、王敏刚、叶国谦、朱幼麟、邬维庸、刘佩琼（女）、刘柔芬（女）、李连生、李泽添、李宗德、李鹏飞、杨耀忠、吴亮星、吴康民、吴清辉、陈有庆、范徐丽泰（女）、林广兆、罗叔清、郑耀棠、费斐（女）、袁武、高祀仁、高宝龄（女）、黄国健、黄宜弘、曹宏威、释智慧、曾宪梓、曾德成、温嘉旋、简福饴、谭惠珠（女）、薛凤旋。

### 澳門特別行政區
- 13名

白志健、刘艺良、刘焯华、李鹏翥、杨允中、杨秀雯（女）、吴仕明、陈启明、贺一诚、高开贤、黄枫桦、崔世平、潘玉兰（女）。

### 台湾省
- 13名

王琼瑛（女）、刘琪、杨国庆、何大欣、张永钧、陈云英（女）、陈建德、陈蔚文、范增胜、胡亚芳（女，高山族）、胡有清、詹高越、魏丽惠（女）。

### 解放軍
- 268名

丁继业、于长海、于永跃（满族）、于怀谋、于桂生、于常启、万让鑫、马以芝、马书铭、马国文、马殿圣、王义斌、王太岚、王文成、王文惠、王玉发、王永良、王伟、王守业、王守志、王良旺、王茂润、王国生、王明升、王金相、王定庆、王洪光、王祖训、王贺文、王振西、王恋英（女）、王祥富、王喜斌、王辉、扎西杜基（藏族）、毛凤鸣、凤景泉、方仁迎（壮族）、方庆灵、尹庆立、尹保生（白族）、邓伟（女，满族）、邓晓宏、艾虎生、申万胜、田书根、田绍奇、史玉孝、冯兆举、邢书成、邢世忠、吕志、吕登明、吕德松、朱启、朱瑞云、朱曙光、任之通、刘广智、刘卫东、刘凤山、刘书才、刘启德、刘宝生、刘艳超（女）、刘桂书、刘健（藏族）、刘逢君、刘展志、刘斌、闫章更、江苏苹（女）、汤玉英（女）、祁正祥、许纪文、许和震、阮朝阳、孙大发、孙凤阳、孙建国、苏书岩、杜云生、杜铁环、李广琪、李天策、李元正、李少军、李必兴、李永金、李永德、李光禄、李买富、李启胜、李国辉、李学智、李科（满族）、李俊（女）、李洪程、李素平（女）、李恩、李铁民、李继耐、李新光、李新良、李增林、杨东胜、杨业功、杨旭华、杨国梁、杨柳（女）、杨蓉娅（女）、杨键英（女）、肖玉国、吴正丹（女）、吴青田、吴胜利、吴绵胜、吴朝晖（侗族）、邱达雄、邱如林、邱健、余公保（藏族）、冷宽、汪玉、汪致远、汪超群、沈永平、宋春丽（女）、初平、迟万春、张文台、张双虎、张世刚、张世显、张永义、张军、张阳、张进宝、张志兵、张杰传、张治新、张学东、张秋祥、张瑞、张增顺、陈方枢、陈玉田、陈世俊、陈左宁（女）、陈达植、陈时宝、陈希滔、陈国书、陈思思（女）、陈俨、陈章元、范印华、范晓光、林康（壮族）、欧新民、罗宇栋、罗振江、罗烈文、郐万增、周友良、周汉荣、周坤仁、周岳邦（藏族）、庞维义、郑守增、郑忠堂、郑治栋、屈全绳、赵太忠、赵志民（满族）、赵克石、赵建中、赵承凤、赵梅（女，仡佬族）、赵善桐、赵锡君、郝敬民、郝道海、胡世祥、药立波（女）、战永盛、种明辉、段录定、段树春、姜吉初、姜言记、姚云竹（女）、姚念学、袁邦根、袁家新、贾丹兵（女）、贾茂荣、贾晓炜、贾富坤、夏国富、夏艳华、顾金才、顾惠生、柴家科、钱汉新（女）、钱南忠、铁金（女，回族）、徐才厚、徐小岩、徐礼政、徐永清、徐根初、徐晓南、徐粉林、高守维、高连启（满族）、郭瓦·加毛吉（女，藏族）、郭为民、郭立峰、郭伯雄、郭洪超、郭桂蓉、席吉虎、唐天标、唐新秋、涂亚庆、陶伯钧、陶昌廉、黄光汉、黄次胜、黄作兴、黄学禄、黄信生、黄高成、黄新、曹刚川、曹惠臣、戚建国、常显奇、常贵祥、崔文戈、阎维文、梁光烈、谌宏昌、隋绳武、隗福临（满族）、董万瑞、董震、景学勤、程晓健（女）、傅健安、焦安昌、曾建国、曾海生（女）、曾蛟、温光春、楚鸿彦、蔡朝元、廖锡龙、赛买提·买买提（维吾尔族）、谭乃达、谭冬生、谭悦新、潘洪亮、霍小勇、戴清民、魏平生、魏纪章。

## 代表變動情况

### 补选代表
- 福建　何锦龙
- 江西　刘和平、孙谦
- 辽宁　张文岳、刘强、刘志强、张竞强、陈铁新、赵化明、孙兆林、黄传兴
- 黑龙江　张左己、南英、姜伟、张瑞清
- 河南　王文超、王建奇、曹家富、徐光春
- 湖南　杜崇烟（土家族）、吴艺珍（苗族）、江必新、张春贤、周强
- 广东　李鸿忠、黄丽满（女）
- 四川　赵爱明（女）、杜青林
- 江苏　柏苏宁（女）、王湛、王寿亭
- 山西　张宝顺
- 山東　裴秀堂
- 西藏　杨传堂、向巴平措（藏族）
- 海南　卫留成、罗保铭
- 北京　王蓉蓉（女）、杜德印
- 安徽　任海深
- 湖北　徐松南、蒋远华
- 重庆　汪洋
- 贵州　石宗源（回族）
- 广西　刘奇葆
- 香港　梁秉中、黄保欣、何钟泰
- 吉林　韩长赋
- 陕西　袁纯清
- 浙江　赵洪祝

### 选举代表
- 吉林  吴国龙、周春莲（女）、王珉
- 福建  陈秀榕（女）
- 重庆  沈长富
- 青海  宋秀岩（女）
- 内蒙古  杨晶（蒙古族）

### 辞去代表职务
- 遼宁  郭廷标（回族）、王大平、刘铭、赵明鹏、姚辉、程亚军、李文科、赵首先
- 黑龙江  王春梅（女）、徐衍东、徐发、王良臣
- 解放军  刘广智、王守业
- 山西  张诚、陈鹏飞
- 河南  王有杰
- 海南  王厚宏
- 内蒙古  莫建成
- 浙江  葛政
- 广东  罗泽勤（女）
- 上海  祝均一
- 安徽  王效金
- 湖北  汪定国

### 罢免代表
- 湖南  陈满生、吴振汉、邓中华
- 四川  鄢良钟、黄学玖
- 河南  裴传楷、李义超、包建民
- 江西  丁鑫发
- 江苏  章俊元、王武龙
- 广东  张凯、刘维明
- 安徽  王昭耀
- 湖北  马荣华、陈明洁
- 天津  单平
- 福建  周金伙
- 黑龙江  孙升昌
- 上海  陈良宇
- 山东  段义和

### 代表逝世
- 福建  何团经、宋德福
- 江西  余小平
- 河南  史来贺、乔金岭、党鸿辛、李万枝
- 湖南  滕召义（苗族）、邓集甜
- 广东  黄联明
- 重庆  陈吉元
- 贵州  王东江、徐端夫
- 黑龙江 张宏宇
- 山东  楚德留、蔡秋芳（女）
- 解放军  杨业功、史玉孝、姚念学、吴青田
- 江苏  夏德全、顾冠群
- 北京  蔡瑶铣（女）、傅铁山
- 河北  李光震
- 上海  郑成思、黄菊
- 香港  邬维庸、李泽添、马力
- 吉林  王维忠
- 山西  张高勇

## 外部連結
- . 中国人大网. 2003-02-28. （原始内容存档于2014-08-26）.